# Daniël Baert
Mr. Daniël Baert (Alkmaar,  26 april 1682 - Zijpe, 25 mei 1757) was burgemeester van de Noord-Hollandse plaats Alkmaar.

## Levensloop
Daniël Baert werd op 26 april 1682 geboren te Alkmaar in de toenmalige Republiek der Zeven Verenigde Nederlanden als het vierde kind van 9 kinderen en tweede zoon van Johan Jacobsz. Baert (1651-1721), secretaris, vroedschap, schepen en burgemeester te Alkmaar en Catharina Jacob (1653-1715), dochter van Daniel Jacob en Maria van Wouw.
Daniël Baert huwde met Cornelia Brand, dochter van Hendrik Gualtersz Brand en Adriana Brasser. Zij overleed op 20 juni 1731 en is op 26 juni 1731 begraven in de Grote Kerk van Alkmaar. Baert hertrouwde op 22 maart 1735 met Theodora Schrevelius (22 oktober 1683 - 5 maart 1751), dochter van Theodorus Schrevelius en Elisabeth van Peene. Beide huwelijken bleven kinderloos.
Daniël Baert overleed op 25 mei 1757 en is op 1 juni 1757 begraven in de Grote Kerk van Alkmaar.

## Loopbaan
Gedurende zijn leven heeft Daniël Baert een diversiteit aan functies bekleed in en om Alkmaar:
- 1721 - 1749: Lid van de Vroedschap Alkmaar
- 1722 - 1727: Schepen van Alkmaar
- 1728 - 1729: Namens Alkmaar gecommitteerde Rekenkamer ter Auditie van Holland in het Noorderkwartier (1590-1752)
- 1729 - 1749: Burgemeester van Alkmaar
- 1730 - 1732: Gecommitteerde Generaliteitsrekenkamer (1608-1799)
- 1734 - 1736: Ordinaris gedeputeerde Staten-Generaal der Verenigde Nederlandse Provinciën (1588-1796)
- 1736 - 1739: Gecommitteerde Raad van State (1588-1795)
- 1755 - 1757: Hoofdingeland van de Heer Hugowaard

Andere functies die Daniël Baert heeft bekleed maar waarvan de periode niet volledig duidelijk is:
- Aalmoezenier van de Zijpe
- Bewindhebber West-Indische Compagnie
- Kerkmeester van de Grote Kerk te Alkmaar
- Penningmeester en ontvanger der ordinaris en extraordinaris verponding Wieringerwaard
- Hoofdingeland, dijkgraaf en baljuw Wieringerwaard
- Schepen en Heemraad van de Schermeer
- Schepen en heemraad van de Zijpe en Hazepolder